# 東沢谷
東沢谷（ひがしさわたに）は、富山県富山市を流れる黒部川の支流で、黒部川四大支流の一つ。沢登りルートとして知られ、上ノ廊下の増水時の転進先などにも利用される。

## 特徴
水晶岳や野口五郎岳のカールを源流とし、北側にほぼ直線で流れていき黒部川と合流する。

## 地質
約20万年前までは、上ノ廊下より上流側は常願寺川水系であり、東沢谷が黒部川本流であったという、しかし何かしらの火山の噴火によって発生したスゴ乗越安山岩により流路が変化したと考えられている。
流域の地質は花崗岩が中心で下流部には上ノ廊下火山群の噴出物が見られる。

## 地理

### 支流
上流側から、氷河を含む。
- 一ノ谷
- ニノ谷
- 三ノ谷
- 野口五郎カール